# Krešimir Zidarić
Krešimir Zidarić (Tearce pokraj Tetova, 20. veljače 1933. – Zagreb, 22. svibnja 1998.) bio je hrvatski kazališni, televizijski i filmski glumac.

## Životopis
Krešimir Zidarić je 1956. diplomirao na Akademiji dramske umjetnosti u Zagrebu. Iste je godine postao i članom Dramskoga kazališta »Gavella«, čiji je također ravnatelj bio u razdoblju od 1972. do 1983. Godine 1968. s Tomislavom Bakarićem i Veselkom Tenžerom osnovao je »Teatar Tu i Tamo« (3T). U domaćem se dramskom repertoaru osobito istaknuo kao tumač Krležinih likova: Herkul u Kraljevu, Radnik u Golgoti, Lukač u Vučjaku, Oliver u Ledi i Ignjat Glembay u Gospodi Glembajevima. Nastupao je i na Dubrovačkim ljetnim igrama te u drugim zagrebačkim kazalištima: u Teatru &TD posebno se istaknuo kao Bukara u kazališnoj drami (kasnije i filmu) Predstava Hamleta u Mrduši Donjoj Ive Brešana.

## Filmografija
- 1959. – Vlak bez voznog reda - Buda
- 1960. - Deveti krug - redarstvenik
- 1960. - Austerlitz
- 1960. - Stoljetna eskadra (TV serija)
- 1962. - Scherzo za Marula
- 1962. - Građanin Dahlke
- 1962. - Pravda (kratki film)
- 1963. - Crne i bijele košulje
- 1963. - Zara
- 1963. - U prolazu
- 1963. - Sumrak
- 1964. - Čuvaj se senjske ruke - Crni Miko
- 1964. - Dva bijela hljeba
- 1964. - Pred smrt
- 1965. - Tu negdje pokraj nas (TV serija)
- 1965. - Tartuffe
- 1965. - Sasvim malo skretanje
- 1966. - Mirotvorci
- 1966. - Dileme (TV serija)
- 1966. - Sastanak sa komandantom
- 1966. - Sedma sila (TV serija) - sekretar redakcije
- 1967. - Kineski zid
- 1967. - Za njegovo dobro - Damir
- 1967. – Kad je mač krojio pravdu (TV serija)
- 1967. – Breza - žandar #2
- 1967. - Iluzija - Šimić
- 1967. - Ljubov Jarovaja
- 1968. - Politička večera
- 1968. - Tango
- 1968. - Djeca iz susjedstva
- 1969. - Dnevnik Očenašeka (TV serija) - spiker na ulici
- 1969. – Divlji anđeli - automehaničar
- 1969. - Meteor
- 1969. - Ujak Jim i ujak Billy
- 1969. - Guske koje nisu spasile Rim
- 1969. - Hokus-pokus (Jugoslavensko radno vrijeme) (kratki film)
- 1970. - Fiškal
- 1970. - Veliki i mali (TV serija) - milicioner
- 1970. - Overnjonski senatori
- 1970. - Sam čovjek - Valentinov otac trgovac (TV serija)
- 1970. - Zlatousti
- 1970. - Moji dragi dobrotvori - direktor tvornice Kalinić
- 1971. - Kuda idu divlje svinje (TV serija) - Krvavi Stipe
- 1972. - Klupa na Jurjevskom (TV serija) - Marko Marić
- 1972. - Rođendan male Mire
- 1972. - Dramolet po Čiribiliju
- 1972. - Auto trubi, mi smo rodoljubi - drug direktor
- 1972. - Teret dokaza
- 1972. - Madeleine, moja ljubavi (kratki film) - suprug
- 1973. – Živjeti od ljubavi - suputnik u vlaku
- 1973. – Predstava Hamleta u Mrduši Donjoj - Bukara/Kralj
- 1974. - Čovik i po - Petar Rak
- 1974. - Deps - policijski inspektor
- 1974. - U registraturi - sluga Petar
- 1974. - Nož (kratki film)
- 1975. - Kuća - Žarko
- 1975. - Car se zabavlja - car Neron (četvrta priča)
- 1977. - Marija (TV serija)
- 1977. - Bombaški proces
- 1978. - Karmine - Kolački
- 1978. - Aretej (TV-kazališna predstava)
- 1978. - Tomo Bakran - stražar Petar Kodrnja
- 1978. - Prilagođavanje - zidar
- 1978. - Mačak pod šljemom (TV serija) - komandant brigade Kušlec
- 1979. - Groznica - očuh
- 1980. - Punom parom (TV serija)
- 1980. – 1981. – Velo misto (TV serija) - Baćo
- 1981. - Snađi se, druže - komandant brigade Kušlec
- 1981. - Poglavlje iz života Augusta Šenoe
- 1982. – Nepokoreni grad (TV serija)
- 1984. - Zadarski memento - Lovre
- 1984. - Evo ti ga, mister Flips! - Paja
- 1984. - U pozadini - Đurđević
- 1985. - Horvatov izbor
- 1986. - Putovanje u Vučjak (TV serija) - Stanko Vukelja
- 1988. – Kad ftičeki popevleju
- 1988. - U sredini mojih dana - direktor
- 1988. - Mlada sila
- 1988. – Gospodski život Stipe Zvonarova - upravnik
- 1989. - Priča o Duhu - otac
- 1989. - Krvopijci - policajac u botaničkom vrtu
- 1989. - Ptice nebeske (TV serija) - nepoznati gospodin
- 1990. - Ljeto za sjećanje
- 1990. - Tražim srodnu dušu - gospodin Gec
- 1991. - Pariži - Istra (kratki film)
- 1992. - Jaguar
- 1994. – Gospa - biskupov vozač
- 1995. - Mrtva točka
- 1997. - Pont Neuf - Rozenkovski
- 1998. – Transatlantic

### Sinkronizacija
- "Tom i Jerry kao klinci" (1992.)
- "Lisica Skočibarica" kao vuk (90-te)
- "Busove priče" kao Bus Bus (1993.)
- "Asterix u Americi" kao Obelix (1994.)
- "Asterix Gal" kao Obelix (1997.)
- "Asterix i Kleopatra" kao Obelix (1997.)
- "Asterix i dvanaest zadataka" kao Obelix (1997.)
- "Asterix protiv Cezara" kao Obelix (1997.) (Blitz Film i Video verzija)
- "Asterix u Britaniji" kao Obelix (1997.)
- "Popaj i sin" kao Bluto (1997.) (HRT verzija)
- "Bajke s druge strane prozora: Blagdanska pripovijest o rogatoj skitnici" kao Djed Božićnjak (1997.)

## Vanjske poveznice
- Zidarić, Krešimir Hrvatska enciklopedija. LZMK
- Moj TV.hr – Krešimir Zidarić (filmografija)
- Krešimir Zidarić u internetskoj bazi filmova IMDb-u (engl.) (filmografija)